# Gouvernement Rattazzi II
Royaume d'Italie
Ricasoli II Menabrea I
Le gouvernement Rattazzi II (Governo Rattazzi II, en italien) est le gouvernement du royaume d'Italie entre le 10 avril 1867 et le 27 octobre 1867, durant la Xe législature.

## Composition
Composition du gouvernementGauche historique, Indépendants

### Président du conseil des ministres
Urbano Rattazzi

### Listes des ministres
- Ministre des affaires étrangères : 
  - Federico Pescetto jusqu'au 12 avril 1867
  - Pompeo Di Campello après le 12 avril 1867
- Ministre de l'agriculture, de l'industrie et du commerce : Francesco De Blasiis
- Ministre des finances :
  - Francesco Ferrara jusqu'au 5 juillet 1867
  - Urbano Rattazzi après le 5 juillet 1867
- Ministre de la justice : Sebastiano Tecchio
- Ministre de la guerre : Genova Giovanni Thaon di Revel
- Ministre de l'intérieur : Urbano Rattazzi
- Ministre du travail public : Antonio Giovanola
- Ministre de la marine : Federico Pescetto
- Ministre de l'instruction publique : Michele Coppino